# 라농주
라농주(태국어: ระนอง)는 태국 남부의 주(창왓)로 안다만해의 해안에 있다. 태국에서 가장 인구가 적은 주이다. 이웃한 주는 북쪽부터 시계 방향으로 춤폰 주, 수랏타니 주, 팡응아 주이다. 서쪽으로는 미얀마의 타닌타리 구와 접한다.

## 지리
라농 주는 좁은 지형이 태국 본토와 말레이 반도 남부를 연결하는 끄라 지협에 위치하고 주 서부에는 푸껫 산맥이 있다. 이 산맥에 몬순이 부딪치기 때문에 비가 매우 많이 내려, 라농 주는 태국에서 제일 비가 많이 내리는 주이다. 우기도 길고 8개월이나 계속되는 것으로 유명하다. 1955년에는 6699.5mm의 강수량을 기록하였다. 덧붙여서 태국 중부의 평균 강수량은 1200mm이다.

## 역사
중국 푸젠성 장저우 출신의 허사장은 1810년, 말레이시아의 페낭에 표류해 그곳에서 6년간 보낸 후에 라농 주와 인접한 주인 팡응아 주의 따꾸아빠 군에 도래했다. 이곳에서 사업을 성공시킨 후 1844년, 루앙 라따나세티라는 관직명을 받고, 왕실 전속의 주석 채굴자가 되었다. 이후 1854년에 라마 4세(몽꿋)는 허사장을 루앙으로부터 프라(관직의 등급)로 승격시켜 라농의 통치자로 삼았다.
당시 라농은 춤폰 주의 관할하에 있었지만 1864년에 허사장의 노력으로 라농은 주변의 지역과 함께 라농 주로 승격했고, 관직의 등급도 프라야로 승격했다. 1882년, 허사장의 사망과 함께 둘째 아들 허심광이 새로운 라농의 통치자가 되었고 1896년, 몬톤 춤폰의 장관으로 승진했다. 다른 아들들은 끄라부리나 랑수안 등의 지역의 최고 책임자로 임명되었다. 허사장의 막내인 허심미(프라야 랏사다누쁘라딧)는 뜨랑 주의 주지사가 되었고, 1900년에는 몬톤 푸껫의 장관으로 임명되었다. 하지만 급격하게 세력을 확대한 허씨의 태국 남부에서의 세력이 염려되어 1913년의 허심미의 사후에는 허씨 이외의 인물이 몬톤의 장관으로 임명되었다.
덧붙여 허씨는 1916년부터 모든 화인이 태국 이름을 쓰게 되었지만, 이 과정에서 명문가인 허씨는 자신의 가계를 명확하게 하기 위해 '나 라농'을 이름의 뒤에 붙이게 되었다. 이것이 나라농 가문의 시작이다.

## 행정 구역
주에는 5개의 암프(군)와 더 세부 행정구역인 30개의 땀본 그리고 167개의 무반 (행정 구역)이 있다.
| 1. 므앙라농군 2. 라운군 3. 까쁘군 4. 끄라부리군 5. 숙삼란군 |